# Amniculicola immersa
Amniculicola immersa är en svampart som beskrevs av Ying Zhang, J. Fourn., Crous & K.D. Hyde 2009. Amniculicola immersa ingår i släktet Amniculicola och familjen Amniculicolaceae.   Inga underarter finns listade i Catalogue of Life.